# España vs. Corea del Sur (Copa Mundial de Fútbol de 2002)
España vs. Corea del Sur fue un encuentro futbolístico oficial llevado a cabo entre las selecciones de España y el anfitrión Corea del Sur durante la fase final de la Copa Mundial de Fútbol de 2002, en su ronda de cuartos de final. Se disputó el 22 de junio de 2002 a las 15:30 hora local (08:30 horas en España) en el Estadio de la Copa del Mundo de Gwangju (hoy denominado Estadio Guus Hiddink) situado en la ciudad surcoreana de Gwangju.
El resultado al final del partido fue 0-0, al igual que el de la prórroga subsiguiente, resolviéndose la clasificación para la siguiente ronda por medio de los lanzamientos desde el punto de penalti, en los que ganó Corea del Sur, anotando los 5 lanzamientos que tiró frente a los 3 que marcó España. El 5.º lanzamiento de España nunca fue realizado porque Corea del Sur ya estaba matemáticamente clasificada.
El encuentro ganó notoriedad por ser uno de los partidos más polémicos en la historia de los mundiales. En España, la retransmisión del partido correspondió en exclusiva a Antena 3.

## Antecedentes
España llegó a cuartos de final tras eliminar a Irlanda en la tanda de "penaltis" (el partido acabó 1-1 tras la prórroga), en la que destacó la gran actuación del guardameta Iker Casillas, que paró tres de siete "penaltis" (uno de ellos durante el partido). Mientras tanto Corea del Sur, coanfitriona junto a Japón, se había clasificado ganando a Italia por 2-1 en un partido polémico, en el cual el árbitro ecuatoriano Byron Moreno expulsó al jugador italiano Francesco Totti con doble amarilla, luego de simular un "penalti" (la repetición mostró que Totti fue zancadilleado) y anuló dos goles de Italia, uno de ellos en la prórroga debido a una dudosa posición de fuera de juego. La prensa italiana acusó al cuerpo arbitral de sobornos por parte de multimillonarios locales, e incluso varios parlamentarios italianos pidieron que Italia abandonase la FIFA.
Tras la eliminación de Italia, y antes de celebrarse el Corea del Sur-España, el jugador italiano Totti señaló:

“España tiene que estar más preocupada por el árbitro que por Corea"

También el portero italiano Buffon hizo un comentario similar:

“España debe tener mucho cuidado con el árbitro"

El vencedor del partido entre España y Corea del Sur se enfrentaría en las semifinales a Alemania, que el día anterior había vencido 1-0 a Estados Unidos.

## Transcurso del partido
Los primeros veinte minutos del partido, Corea del Sur se mostró superior, aprovechando su mayor forma física, presionando mucho a España, impidiendo que pudiese desplegar su juego e interceptando la mayor parte de sus pases. Para el minuto 17, Corea del Sur contaba con una posesión del balón un 65%. No obstante, España se fue haciendo con el control del partido lentamente, y en el minuto 27, Morientes tuvo la ocasión más clara, rematando de cabeza una falta sacada por De Pedro, pero que Lee Woon-jae detuvo bien. El resto de la primera parte fue una sucesión de ataques del equipo español que no acaban en gol, siendo los últimos cinco minutos especialmente agobiantes para Corea del Sur.
Al comenzar la segunda parte, España continuó dominando el partido, teniendo el balón y creando ocasiones. En el minuto 50, el árbitro anula un gol de Rubén Baraja, alegando una falta de Iván Helguera a un defensor surcoreano antes de que Baraja rematase a la red. Poco a poco, los surcoreanos fueron demostrando su superioridad física frente al conjunto español, que empezaba a preocuparse ante la falta de acierto. En el minuto 78, Camacho cambió a Valerón, uno de los jugadores que más ocasiones estaba creando, por Luis Enrique. Desde entonces, y hasta el final de la segunda parte, hubo dos ocasiones más del equipo español, que desbarató el portero Woon-Jae y un tiro muy peligroso de Park Ji Sung que paró Casillas.
Ya en la prórroga, en el segundo minuto, el árbitro anuló un gol a Morientes (que hubiese sido de oro), al considerar erróneamente que el balón conducido por Joaquín junto a la línea de fondo había salido. El equipo español empezó a mostrarse nervioso, cometiendo más fallos y sufriendo la presión del campo en su contra. En el minuto 100, Morientes erró en una de las mayores oportunidades del partido al estrellar el balón contra el palo. El árbitro cortó injustamente en tres ocasiones los desmarques de Joaquín (min. 99), Morientes (min. 110) y Mendieta (min. 113) por fuera de juego; los dos primeros se habían quedado solos ante el portero. Según se iba acabando la prórroga, la tensión aumentó y en el minuto 114, Morientes recibió una tarjeta amarilla por protestar. La prórroga acaba en el minuto 120, cuando España iba a sacar su último córner.

### Tanda de penales
Corea del Sur había fallado los dos penaltis que había tirado en el mundial, Lee Eul Yong, contra Estados Unidos, tiró suave de tal forma que Friedel lo pudo parar y Hwang Sun Hong falló ante una acertada parada de Buffon en el partido por octavos de final ante Italia. Sin embargo, los surcoreanos partían con ventaja en esta tanda puesto que en la liga surcoreana (donde estaban la gran mayoría de los jugadores), todos los partidos empatados se resolvían por penaltis. A la hora de lanzarlos, excepto el primer penalti que Casillas casi para, pero que se le escurre por debajo, todos los tiros de Corea del Sur fueron por alto y a la derecha del guardameta, que no puede hacer nada y acaban en gol. Hierro, Baraja y Xavi marcaron los tres primeros penaltis de la tanda para España, pero en el cuarto tiro, Joaquín, visiblemente nervioso, tira un disparo flojo y ligeramente a la derecha del portero, que se inclina y detiene el balón. Cabe destacar que el portero surcoreano, Lee Woon-jae, se adelantó por más de 1 metro de la línea de gol, por lo que el penalti debió ser repetido. Corea del Sur, que no erró ningún lanzamiento en la tanda, certificó su victoria y su pase a semifinales con un último tanto de Hong Myung-bo. Debido a que Corea del Sur clasificó matemáticamente a semifinales con su quinto penal, el quinto lanzamiento de España nunca fue realizado.

## Ficha del partido
| 22 de junio, 15:30 | España                           | 0:0 (t. s.)(3:5 p.)        | Corea del Sur                                                  | Estadio Mundialista, Gwangju                                  |                                                               |
|                    |                                  | Reporte                    |                                                                | Asistencia: 42 114 espectadores Árbitro(s): Gamal Al-Ghandour | Asistencia: 42 114 espectadores Árbitro(s): Gamal Al-Ghandour |
|                    |                                  | Tiros desde el punto penal |                                                                |                                                               |                                                               |
|                    | Hierro · Baraja · Xavi · Joaquín |                            | S. H. Hwang · J. S. Park · K. H. Seol · J. H. Ahn · M. B. Hong |                                                               |                                                               |

| 1          | Guardameta     | Iker Casillas        |     |
| 5          | Defensa        | Carles Puyol         |     |
| 6          | Defensa        | Fernando Hierro      |     |
| 15         | Defensa        | Enrique Romero       |     |
| 20         | Defensa        | Miguel Ángel Nadal   |     |
| 4          | Centrocampista | Iván Helguera        | 93' |
| 8          | Centrocampista | Rubén Baraja         |     |
| 11         | Centrocampista | Javi de Pedro        | 70' |
| 17         | Centrocampista | Juan Carlos Valerón  | 80' |
| 22         | Centrocampista | Joaquín              |     |
| 9          | Delantero      | Fernando Morientes   |     |
| Entrenador | Entrenador     | José Antonio Camacho |     |

| 1          | Guardameta     | Lee Woon-jae   |     |
| 4          | Defensa        | Choi Jin-cheul |     |
| 7          | Defensa        | Kim Tae-young  | 90' |
| 20         | Defensa        | Hong Myung-bo  |     |
| 5          | Centrocampista | Kim Nam-il     | 32' |
| 6          | Centrocampista | Yoo Sang-chul  | 60' |
| 10         | Centrocampista | Lee Young-pyo  |     |
| 19         | Centrocampista | Ahn Jung-hwan  |     |
| 21         | Centrocampista | Park Ji-sung   |     |
| 22         | Centrocampista | Song Chong-gug |     |
| 9          | Delantero      | Seol Ki-hyeon  |     |
| Entrenador | Entrenador     | Guus Hiddink   |     |

| 16 | Centrocampista | Gaizka Mendieta | 70' |
| 21 | Centrocampista | Luis Enrique    | 80' |
| 19 | Centrocampista | Xavi            | 93' |

| 13 | Centrocampista | Lee Eul-yong   | 32' |
| 14 | Delantero      | Lee Chun-soo   | 60' |
| 18 | Delantero      | Hwang Sun-hong | 90' |

|                 |                          | 0:1 | Acierto de penal | Hwang Sun-hong |
| Fernando Hierro | Acierto de penal         | 1:1 |                  |                |
|                 |                          | 1:2 | Acierto de penal | Park Ji-sung   |
| Rubén Baraja    | Acierto de penal         | 2:2 |                  |                |
|                 |                          | 2:3 | Acierto de penal | Seol Ki-hyeon  |
| Xavi            | Acierto de penal         | 3:3 |                  |                |
|                 |                          | 3:4 | Acierto de penal | Ahn Jung-hwan  |
| Joaquín         | Fallo de penal (atajado) | 3:4 |                  |                |
|                 |                          | 3:5 | Acierto de penal | Hong Myung-bo  |

| Amonestado | 53'  | Javier de Pedro    |
| Amonestado | 111' | Fernando Morientes |

| Amonestado | 52' | Yoo Sang-chul |

| Árbitro             | Gamal Al-Ghandour    |
| Árbitros asistentes | Ali Tomusange        |
| Árbitros asistentes | Michael Ragoonath    |
| Cuarto árbitro      | Saad Kamil Al-Fadhli |

| 1          | Guardameta     | Iker Casillas        |     |
| 5          | Defensa        | Carles Puyol         |     |
| 6          | Defensa        | Fernando Hierro      |     |
| 15         | Defensa        | Enrique Romero       |     |
| 20         | Defensa        | Miguel Ángel Nadal   |     |
| 4          | Centrocampista | Iván Helguera        | 93' |
| 8          | Centrocampista | Rubén Baraja         |     |
| 11         | Centrocampista | Javi de Pedro        | 70' |
| 17         | Centrocampista | Juan Carlos Valerón  | 80' |
| 22         | Centrocampista | Joaquín              |     |
| 9          | Delantero      | Fernando Morientes   |     |
| Entrenador | Entrenador     | José Antonio Camacho |     |

| 1          | Guardameta     | Lee Woon-jae   |     |
| 4          | Defensa        | Choi Jin-cheul |     |
| 7          | Defensa        | Kim Tae-young  | 90' |
| 20         | Defensa        | Hong Myung-bo  |     |
| 5          | Centrocampista | Kim Nam-il     | 32' |
| 6          | Centrocampista | Yoo Sang-chul  | 60' |
| 10         | Centrocampista | Lee Young-pyo  |     |
| 19         | Centrocampista | Ahn Jung-hwan  |     |
| 21         | Centrocampista | Park Ji-sung   |     |
| 22         | Centrocampista | Song Chong-gug |     |
| 9          | Delantero      | Seol Ki-hyeon  |     |
| Entrenador | Entrenador     | Guus Hiddink   |     |

| 16 | Centrocampista | Gaizka Mendieta | 70' |
| 21 | Centrocampista | Luis Enrique    | 80' |
| 19 | Centrocampista | Xavi            | 93' |

| 13 | Centrocampista | Lee Eul-yong   | 32' |
| 14 | Delantero      | Lee Chun-soo   | 60' |
| 18 | Delantero      | Hwang Sun-hong | 90' |

|                 |                          | 0:1 | Acierto de penal | Hwang Sun-hong |
| Fernando Hierro | Acierto de penal         | 1:1 |                  |                |
|                 |                          | 1:2 | Acierto de penal | Park Ji-sung   |
| Rubén Baraja    | Acierto de penal         | 2:2 |                  |                |
|                 |                          | 2:3 | Acierto de penal | Seol Ki-hyeon  |
| Xavi            | Acierto de penal         | 3:3 |                  |                |
|                 |                          | 3:4 | Acierto de penal | Ahn Jung-hwan  |
| Joaquín         | Fallo de penal (atajado) | 3:4 |                  |                |
|                 |                          | 3:5 | Acierto de penal | Hong Myung-bo  |

| Amonestado | 53'  | Javier de Pedro    |
| Amonestado | 111' | Fernando Morientes |

| Amonestado | 52' | Yoo Sang-chul |

| Árbitro             | Gamal Al-Ghandour    |
| Árbitros asistentes | Ali Tomusange        |
| Árbitros asistentes | Michael Ragoonath    |
| Cuarto árbitro      | Saad Kamil Al-Fadhli |

| Estadísticas      | Bandera de España | Bandera de Corea del Sur |
| Tiros             | 21                | 13                       |
| Tiros a puerta    | 8                 | 3                        |
| Faltas            | 20                | 22                       |
| Saques de esquina | 6                 | 5                        |
| Penaltis          | 0                 | 0                        |
| Fueras de juego   | 5                 | 2                        |
| Posesión de balón | 49%               | 51%                      |

## Polémica
Tras el partido España - Corea del Sur, surgieron tres principales polémicas:
- La primera fue si la actuación arbitral fue acertada y si favoreció a Corea del Sur. El árbitro anuló tres goles a España, cortó muchos desmarques por fueras de juego inexistentes y dio por acabado el partido cuando España se disponía a sacar un último córner. Los medios españoles analizaron el partido concienzudamente en los días posteriores y demostraron que la mayor parte de las decisiones polémicas del egipcio Gamal al Ghandour fueron erróneas, mientras que, en sus comentarios, la televisión egipcia ERTU 1 consideró que Ghandour hizo un arbitraje correcto sin que su actuación influyera en el resultado final. Cuatro años más tarde, el árbitro reconoció en una entrevista al diario Marca que el juez de línea cometió un error.[11]
- La segunda polémica fue si dicha actuación arbitral fue la responsable de la eliminación del combinado español. Mucha gente afirma que los múltiples errores arbitrales a favor de Corea del Sur fueron decisivos para la derrota. Sin embargo, otros argumentan que la principal causa de la eliminación fue la falta de acierto ante la portería surcoreana y que, a pesar de los errores arbitrales, España debía haber creado muchas más ocasiones.
- Por último, se debatió si se debía asignar para partidos de tanta trascendencia a colegiados procedentes de países con poca tradición futbolística, poca experiencia en el arbitraje, o si se tenía que recurrir a árbitros y asistentes con mayor experiencia en partidos importantes. El árbitro del partido era egipcio, mientras que sus asistentes eran de Uganda y de Trinidad y Tobago. Además, se da el caso de que los árbitros participantes en esta edición del Mundial, procedentes de estos países, tenían muy poca experiencia; el juez de línea del partido, el triniteño Michael Ragoonath, era árbitro desde hacía sólo cuatro años. Desde ese partido, la FIFA, salvo razones fundadas, designa siempre a árbitro y jueces de línea de la misma confederación continental, a fin de normalizar el arbitraje.

## Reacciones
Las reacciones de júbilo no se dejaron esperar en Corea del Sur, donde celebraron por todo lo alto su clasificación a las semifinales de la Copa del Mundo. El seleccionador Guus Hiddink fue considerado todo un héroe y la ciudad de Gwangju decidió ponerle su nombre al estadio donde se jugó el partido.
Mientras tanto, en España, la derrota se consideró como una gran ocasión perdida para llegar a las semifinales de un Mundial, además de un "robo" por parte del árbitro y de la FIFA. La prensa europea en general también resaltó los errores arbitrales. En Alemania, que se enfrentaría a Corea del Sur en semifinales, surgió un ambiente de cierta preocupación por si su selección podría sufrir un arbitraje similar al que sufrieron Portugal, Italia y España.
Trece años después, en mayo de 2015, son detenidos numerosos miembros de la FIFA por corrupción y soborno, entre ellos Jack Warner, que fue el encargado de designar al egipcio Al-Ghandour como árbitro y al asistente Michael Ragoonath.
En agosto de 2015, la cadena de televisión nacional surcoreana Munhwa Broadcasting Corporation (MBC) realizó una encuesta en la cual la derrota de España a manos de la selección surcoreana fue considerada el mayor hito en la historia del fútbol nacional.

## España - Corea del Sur en la cultura popular
- El cantante asturiano Melendi hace referencia al partido en la canción "Sé lo que hicisteis" de su álbum debut Sin noticias de Holanda, publicado en el año 2003. La frase en cuestión es "después de que Corea nos jodiera el Mundial".